# Nokia 7610
Nokia 7610 је паметни телефон који се темељи на Symbian-у представљен на сајму CEBIT 18. марта 2004. Одликује га камера од једног мегапиксела (1152x864 пиксела) с дизајном сличним Nokia-и 7600 из 2003. године. У продају је стигао с малопродајном ценом од 500 евра и MMC картицом од 64 MB.  Ради на Nokia-иној платформи Series 60 (верзија 2.1). Рекламиран је као модеран уређај за снимање слика и омогућио је директно штампање фотографија путем Bluetooth-а.  Крајњи корисници такође могу да употребљавају 7610 са Nokia Lifeblog-ом. Остале унапред инсталиране апликације су: веб-прегледач Opera Mobile, RealPlayer и Kodak Photo Sharing.
Nokia 6670 је сличан телефон с конвенционалнијим распоредом тастатуре и мало другачијим унапред инсталираним софтвером који је намењен пословним корисницима.